# La metamorfosi del male
La metamorfosi del male (Wer) è un film del 2013 diretto da William Brent Bell.
Film horror statunitense sceneggiato da Matthew Peterman. Si tratta di uno degli ultimi film distribuiti in Italia dalla Moviemax prima del fallimento di quest'ultima avvenuto l'anno successivo.

## Trama
Una donna viene inquadrata dalle telecamere per raccontare la sua storia: lei, Clare Porter, insieme a suo figlio Peter e suo marito Henry sono in vacanza in un campeggio. È notte e c'è la luna piena. La quiete familiare è destinata a essere distrutta da una misteriosa creatura che non si farà inquadrare dalle telecamere di Klaus, ma con la sua furia ucciderà Henry, mangerà Peter e ferirà gravemente Claire. L'evento diventa di dominio mondiale e, all'inizio, si crederà che sia un animale ad aver aggredito la famiglia, ma dalle dichiarazioni dell'ultima sopravvissuta si scoprirà che è in realtà un uomo. Le forze dell'ordine arrestano Talan Gwynek, unico sospettato perché corrisponde alla descrizione di Claire.
L'avvocatessa Kate Moore assume la difesa di Talan, facendo diventare la sua figura molto importante in ambito mondiale. I giornalisti le chiedono il perché abbia accettato di difendere l'assassino. Lei rivelerà che non crede affatto nella sua colpevolezza e per questo viene assistita dai suoi amici Eric Sarin  e Gavin Flemyng. Kate conoscerà personalmente Talan, che si dimostra una persona gentile e timida. L'avvocatessa gli rivela che sono in corso le analisi del DNA per confrontare se era veramente lui nella scena del delitto. Lui è molto taciturno e le chiederà solamente di aiutarlo toccandole la mano, scatenando una rissa dove Gavin viene graffiato al braccio. 
Kate, insieme ai suoi due amici, si dirige a casa di Talan, per parlare con sua madre. Quest'ultima le rivela che in realtà l'arresto del figlio è stato voluto dallo stesso governo, visto che l'organizzazione vuole impadronirsi delle terre della loro famiglia per farle diventare una discarica nucleare. Kate viene anche a sapere della morte del padre di Talan, morto in un incidente l'anno prima, e della malattia del suo cliente, che gli allunga le ossa e le fa diventare più sottili. Gavin indaga sulla malattia di Talan, scoprendo che fa ritirare anche la gengiva, aumenta la densità dei peli, ma rende l'infermo debolissimo. Basandosi su questa scoperta e sull'apparizione di un orso nella zona del delitto, dà la possibilità a Kate di far diminuire le prove nei confronti di Talan.
Nonostante tutto, Talan non si dimostrerà la persona che Kate credeva. Durante un'operazione per dimostrare la sua innocenza, l'uomo perderà il controllo uccidendo in maniera brutale e sadica gli infermieri. Inizia così una caccia all'uomo, con a capo il detective Klaus Pistor, che accusa Kate di essere stata una collaboratrice dell'assassino per aver creduto nella sua innocenza. L'avvocatessa, volendo aggiustare le cose, affronterà direttamente Talan, causando la morte di Eric. Arriva poi Gavin, diventato un lupo mannaro. Gavin uccide Talan e si avvicina a Kate, che ha sempre amato, ma la scena amorosa viene interrotta da un proiettile della polizia che colpisce Kate e provoca la fuga di Gavin.
Tempo dopo, la polizia sta ancora cercando Talan e la popolazione mondiale è sconvolta da una nuova ondata di omicidi in tutta la Francia. I giornalisti intervistano Gavin, unico, oltre a Kate a essere sopravvissuto al lupo mannaro. Gavin non si fa scrupolo a inveire contro Talan - in realtà deceduto - accusandolo di essere un lupo mannaro, mentre in realtà è lui l'artefice di tutti quegli omicidi.

## Produzione
Il film è stato annunciato per la prima volta nel marzo 2012: al tempo il regista dichiarò di voler girare un falso documentario sul tema dei lupi mannari, sebbene l'opera finale non appartenga a questo genere cinematografico. Le riprese si sono svolte nella città di Bucarest, Romania, a partire dall'aprile 2012.

## Accoglienza
Secondo l'aggregatore di recensioni Rotten Tomatoes il film ha ottenuto un indice di apprezzamento del 40%.